# Bossa truncada
La bossa truncada (Clavariadelphus truncata) és una espècie de bolet de l'ordre dels gomfals (Gomphales).
Fa de 6 a 12 cm d'alçada, amb forma de porra solcada i de color marró clar. Carn una mica dolça, blanca, prima i buida a la part superior. Comestible però sense valor culinari. Es fa en boscos de coníferes a la tardor. Semblant a la bossa, de color més pujat i amb arrugues més marcades. Pot acumular quantitats significatives de zinc i de l'isòtop radioactiu cesi-137.